# 帝烏斯

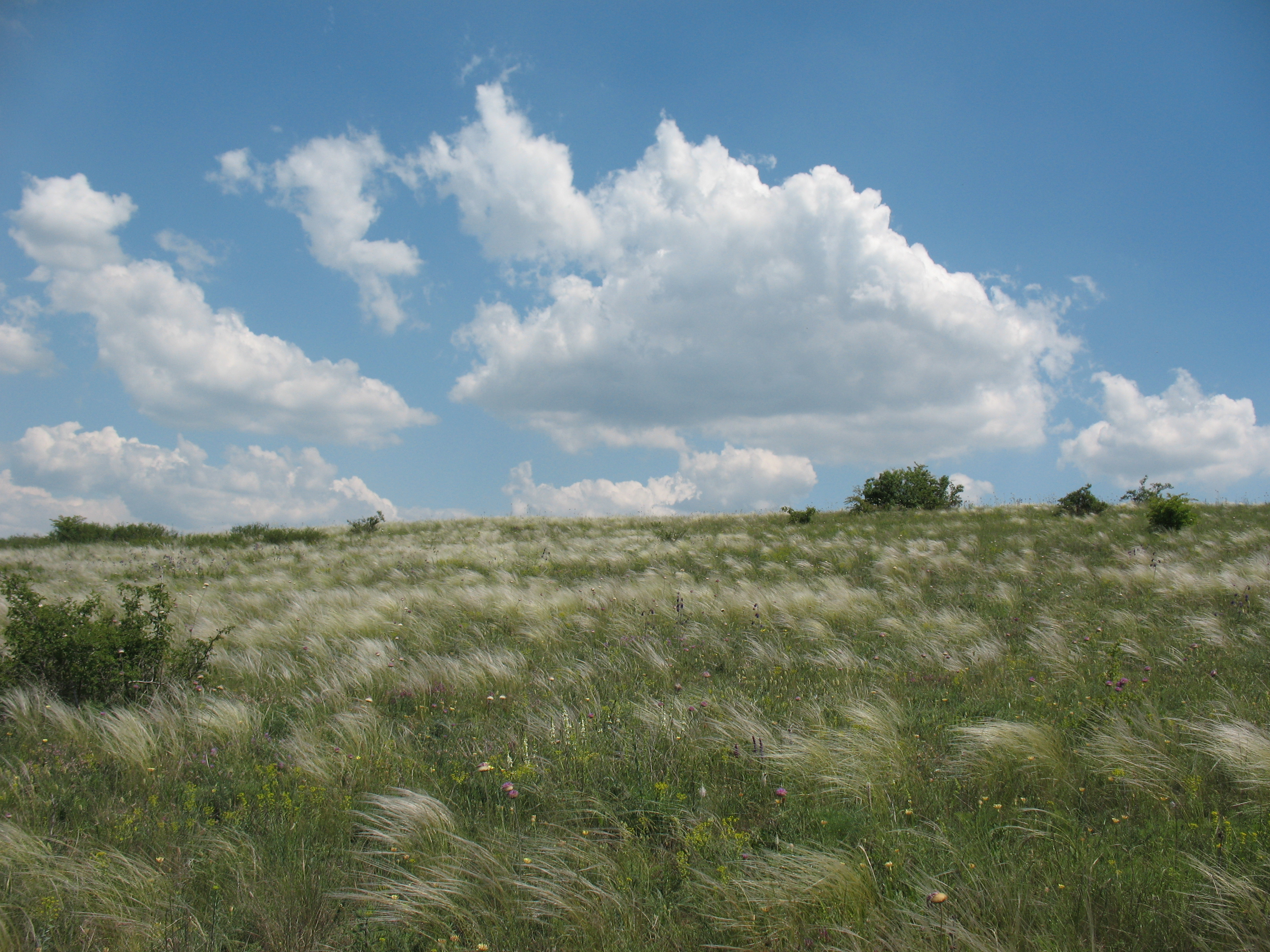
烏克蘭境內一個被針茅覆蓋的草原上的天空。" *Dyḗus ph₂tḗr' "一詞被翻譯為'父親 日光-天空-神祇'。

帝烏斯（Dyēus也寫作為*Dyḗus Ph2tḗr ，或者拼寫為dyēws）被認為是在史前原始印歐民族社會宗教所崇信的一尊主要神靈（諸神之王）。是萬神之殿（或音譯：潘提翁）譜系的一尊神祇，祂是照明天空之神，並且祂的地位可能反映了在原始印歐民族社會裡族長或是君主的地位。
這尊神靈不是直接表明出來的；相反的，學者們是從後來的印歐民族，像是希臘人、拉丁人，以及印度雅利安人的語言和文化中來重現這尊主要的神靈。根據這種學術重建，帝烏斯被名為Dyeus Ph2ter，字面意思是“天空之父、天父（sky father）”或者是“閃耀之父（shining father）”，如反映在拉丁文之中的Iūpiter、Diēspiter，可能是Dis Pater（中文翻譯為冥父、冥界之父）和deus pater，在希臘文之中的Zeu pater，梵文之中的Dyàuṣpítaḥ。隨著與原始印欧宗教相關的個別神系之神話的發展演變，帝烏斯的神格屬性似乎已經被重新分配給其他的神靈了。在希臘語羅馬神話之中，帝烏斯仍然是主神；然而，在吠陀神話之中，帝烏斯的詞源延伸成為了一尊非常抽象的神明，並且祂的原始神格屬性以及對其他眾神的統御似乎已經轉移到諸如阿耆尼（Agni）或者是因陀羅（Indra）這二尊神明了。

## 在語源學上與帝烏斯有關的後來神祇
- 在希臘神話中的宙斯（主格Ζευς，属格Διος[1]）。[2]
- 在羅馬神話中的朱庇特（Jupiter名號源自於*Iou-pater或者是*Ious-pater）。[3]
- 在歷史上的吠陀宗教（英语：Historical Vedic religion）中的特尤斯（Dyaus Pita or Dyauṣ Pitār）。[4]
- 狄俄倪索斯，特別是與色雷斯人（Thracians）以及薩賓人（Sabines）有關。
- 芬蘭人的烏科（Ukko）。
- 可能是冥父、冥界之父（Dis Pater，儘管祂在神學上與希臘羅馬宗教裡的冥王哈得斯或者是普路托有更多的聯繫）。

根植於相關但獨特的印歐語字彙*deiwos乃是拉丁文字彙中的神靈，即deus（音譯：德烏斯；意譯：上帝、神。）的意思。而且這個拉丁字彙也延續進入英文中divine（神聖）、deity（神靈）的字彙，並且在原始的日耳曼語字彙Tuesday（“Day of Tīwaz”，帝瓦茲之日）和古諾斯語（Old Norse）語字彙的tívar仍然可以看到字根，這字彙可能也延續到瑞典的地名Tiveden（音譯：提維登，英文意譯的意思：“Wood of the Gods”；中文意譯：眾神之木，或者是提爾〔Týr〕之木）。
以下是派生自與*deiwos有關聯的名號：

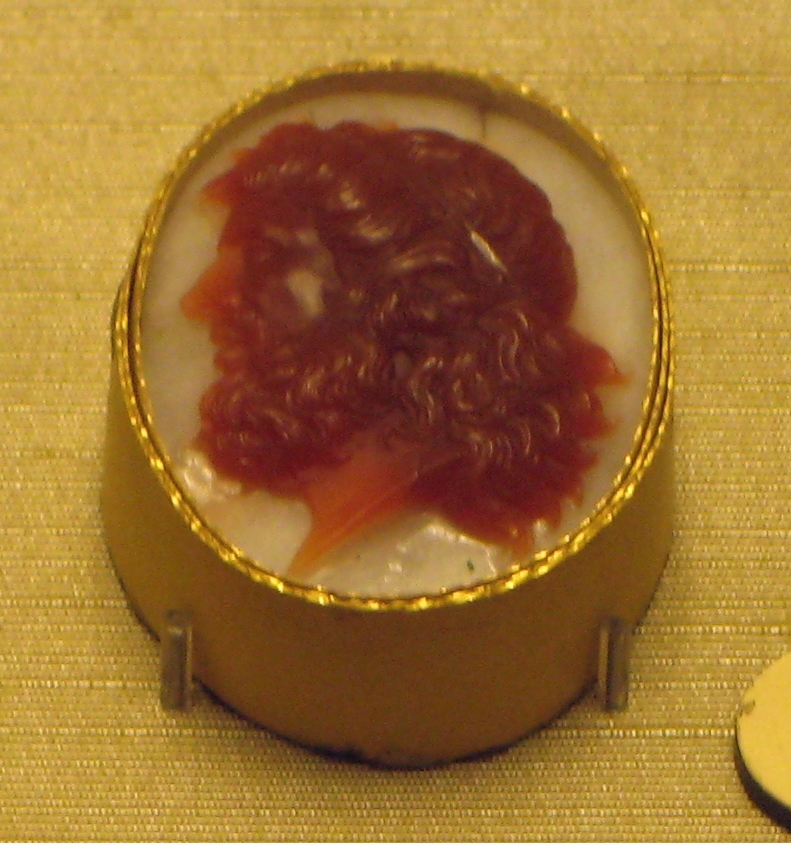
古羅馬宗教主神朱庇特是帝烏斯形象之一。

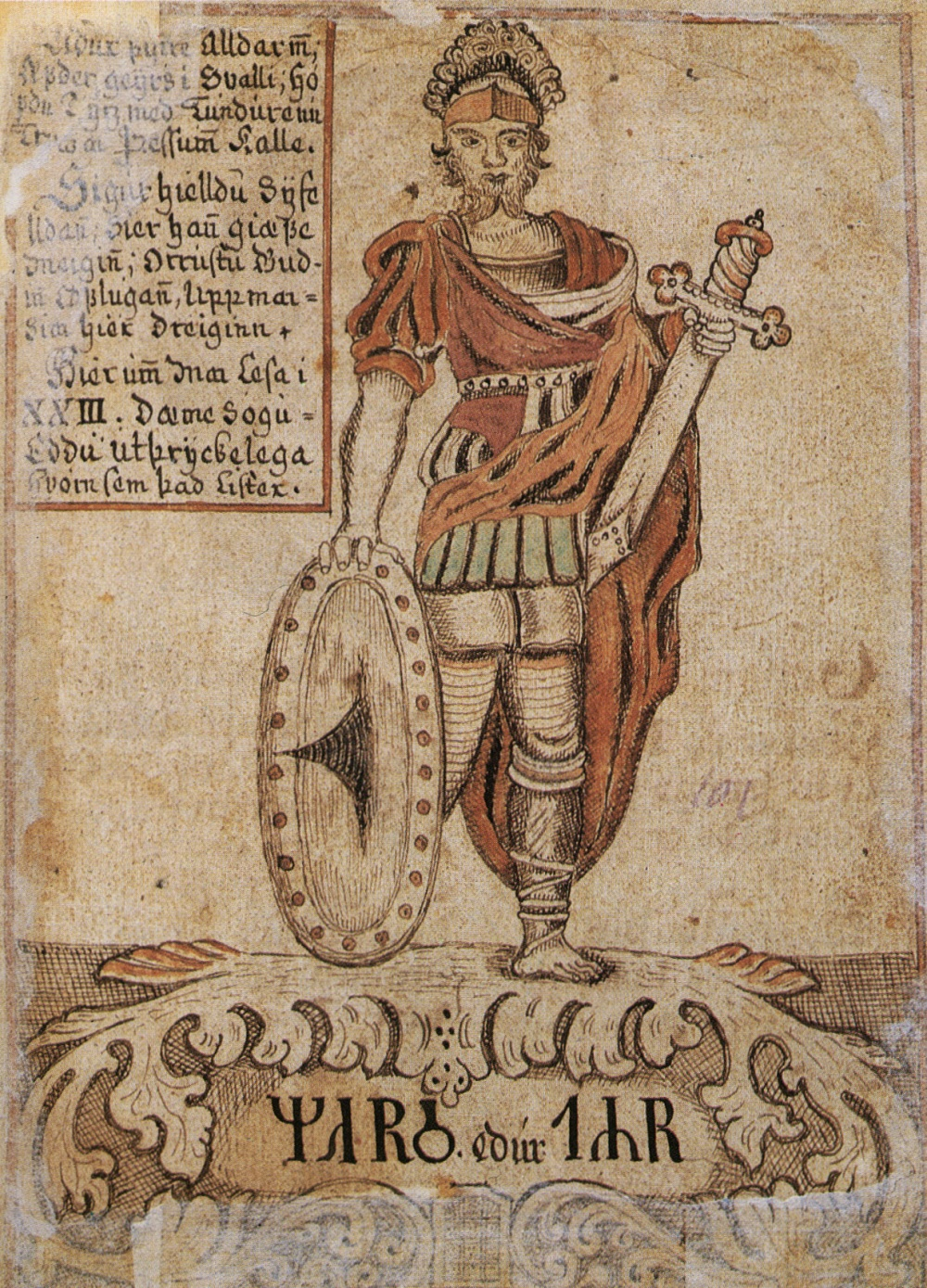
諾斯（北歐原始自然神信仰）主神提爾（Týr）。

- 日耳曼語的Tīwaz（中文音譯為帝瓦茲，在古諾斯語被名為Týr，皆為同一尊神明、屬同一字根）。
- 拉丁文的Deus（英语：Deus）（中文音譯為德烏斯，最初用來尊稱主神朱庇特，但是後來被採納用為上帝）的名號。
- 印度雅利安語的deva：音譯為提婆，吠陀／《往世书》（Puranic）的deva、佛教的deva。
- 伊朗語的daeva、daiva、diw（中文音譯：德弗），等等。
- 波羅的語（英语：Baltic mythology）（Baltic）的Dievas（英语：Dievas）、deivė（英譯：goddess；中譯：女神）。
- 在凱爾特語系中（Celtic），例如：高盧語（Gaulish）的Dēuos，蓋爾語（Gaelic）的dia，威爾士語（Welsh）的duw。
- 斯拉夫語（英语：Slavic mythology）（Slavic）的div（所有格為divese；英譯為：“miracle”，中譯為：“神蹟”）。
- 愛爾蘭語（英语：Celtic polytheism）的Dagda（英语：達格達 (神祇)），源自於*Dago-deiwos這一字彙，英文意思是“the good god（至善之神）”或者是“Shining God（光耀上帝）”。

愛沙尼亞語（Estonian）的Tharapita在名號上具有與Dyaus Pita類似的意義，儘管這名為被解釋為與神明索爾（Thor）有關聯。
儘管帝烏斯的一些更具代表性的反映是風暴神靈，譬如說宙斯以及朱庇特，這一點被認為是後期發展出的獨有地中海傳統，可能源自於迦南人（canaanite）的神靈與佩爾桍納斯（Perkwunos，印歐民族信仰的雷神）的綜攝。本尊神靈的原始範疇是涵蓋著整個白晝天空，而且確實的反映強調著這尊神靈信仰與光明的聯繫關係：伊斯塔努（Istanu，或尊稱帝雅茲〔Tiyaz〕——帝雅茲為帕拉語〔Palaic language〕中為天神、太陽神的稱號）是一尊太陽神（儘管這個名號實際上可能是稱呼著女性太陽女神），赫利俄斯通常被稱為“宙斯之眼（eye of Zeus）”，在羅馬尼亞原始自然神信仰之中太陽同樣被稱之為“天眼（God's eye）”並且在印度－伊朗傳統之中蘇利耶／瓦雷－薛塔（Surya/Hvare-khshaeta，Hvare在阿維斯塔文裡為太陽的意思）是與阿胡拉·馬茲達（Ahura Mazda）有類似的關聯。甚至在羅馬傳統之中，朱庇特通常最多只與晝間／白天閃電有關，而蘇瑪努斯（Summanus）則是一尊負責夜間閃電或所有風暴的神靈。

## 作為普通名詞使用
Dyēus的名號也或許意味著“白天的天空（the daytime sky）”：
- 在梵文之中作為div-（主格單數dyāus連同vrddhi（英语：vrddhi）），其單數意味著“the sky（天空）”以及其複數意味著“days（天／日／白天）”。
- 這個字彙的宾格形式是*dyēm轉變成拉丁文的diem，及英文的“day”，其後來產生了一個新的主格diēs。原來的主格在一些固定的表達方式中作為diūs而繼續存在。[9]
- 芬蘭語的taivas、愛沙尼亞語的taevas、立沃尼亚语（Livonian）的tōvaz等等。（出自於原始芬蘭語的（英语：Proto-Finnic language）*taivas），翻譯成英文的意思是“heaven（天堂）”或者是“sky（天空）”，可能是植根於印歐語的詞彙。鄰近的波羅的語（Baltic）的Dievas或者是日日耳曼語（Germanic）的Tiwaz是很可能的語源，但是印度－伊朗語的*daivas在形式和意義上都更好。對於這個詞族學者已經提出了類似的起源，並且以芬蘭語的 toivoa（英譯：“to hope”、中譯“希望”；原本的意思是“to pray from gods”、“源自眾神的祈禱”）作為代表。
- 古愛爾蘭語（Old Irish）的día可能意味著“God（上帝）”或者是“day（白晝）”；這些產生了現代愛爾蘭語的dia以及Dé／蘇格蘭高地凱爾特語（Scottish Gaelic）的di-等分別。[10]